# أكجيمال ماجتيموفا

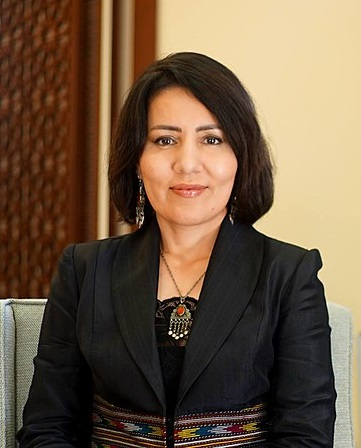
أكجيمال ماجتيموفا

أكجمال ماجتيموفا طبيبة تركمانية، تعمل في مجال الصحة العامة والتنمية كموظف مدني دولي لدى الأمم المتحدة.

## التعليم
أكجمال هي طبيبة متخصصة في أمراض النساء والتوليد من جامعة ولاية تركمان الطبية. حصلت على درجة الماجستير في إدارة النظم الصحية من كلية لندن للصحة والطب الاستوائي وماجستير الآداب في العلاقات الدولية من كلية فليتشر للقانون والدبلوماسية، جامعة تافتس، إلى جانب شهادات التعليم المستمر في الصحة العامة والإدارة من مؤسسات مختلفة بما في ذلك من مدرسة جونز هوبكنز بلومبرج للصحة العامة.

## المسار المهني

### السنوات المهنية المبكرة
كرست ماقتيموفا سنواتها المهنية المبكرة للممارسة السريرية والبحوث الوبائية في صحة الأم والصحة الإنجابية مع مركز البحوث السريرية لرعاية صحة الأم والطفل في تركمانستان، بلدها الأم.

### الأمم المتحدة
تعمل ماقتيموفا مع الأمم المتحدة منذ عام 1998، وتعمل مع صندوق الأمم المتحدة للسكان ومنظمة الصحة العالمية في جنوب شرق آسيا ومناطق شرق البحر الأبيض المتوسط. يركز مسار ماجتيموفا المهني على تخطيط وتنفيذ وتقييم برامج التنمية والمساعدة الإنسانية، مع المساهمة النشطة في تطوير المبادئ التوجيهية التقنية بقيادة منظمة الصحة العالمية، البحوث، التقارير وشاركت في تأليف عدد من المنشورات على المستوى الوطني والإقليمي.

### المسؤوليات
تولت ماجتيموفا مستوى متزايدًا من المسؤوليات طوال حياتها المهنية، والتي تشمل تقديم المشورة الفنية والسياسات والاستراتيجية لوزارات الصحة في سياق الإصلاح الذي يقود حوار سياسات أصحاب المصلحة المتعددين من أجل استراتيجيات تمويل الصحة العادلة مع التركيز على التغطية الصحية الشاملة والرعاية الصحية الأولية التي تركز على الناس والصحة في جميع السياسات.

## الإنجازات
يشمل سجل ماقتيموفا الحافل في تعبئة الموارد ، من بين أمور أخرى ، منحة واحدة بقيمة 76 مليون دولار للصحة والتغذية لليمن (2016)، و 9 ملايين دولار لمرونة منخفضة الانبعاثات المناخية في جزر المالديف (2014)، و 20 مليون دولار لصحة الأم والطفل في جمهورية كوريا الديمقراطية الشعبية. (2006). وتتراوح خبرتها الإدارية والقيادية من التنمية إلى السياقات الإنسانية وحالات الطوارئ المعقدة التي تشمل الإشراف على فرق كبيرة كممثل لمنظمة الصحة العالمية بالإضافة إلى المنسق المقيم للأمم المتحدة والمسؤول المعين.